# Mbube

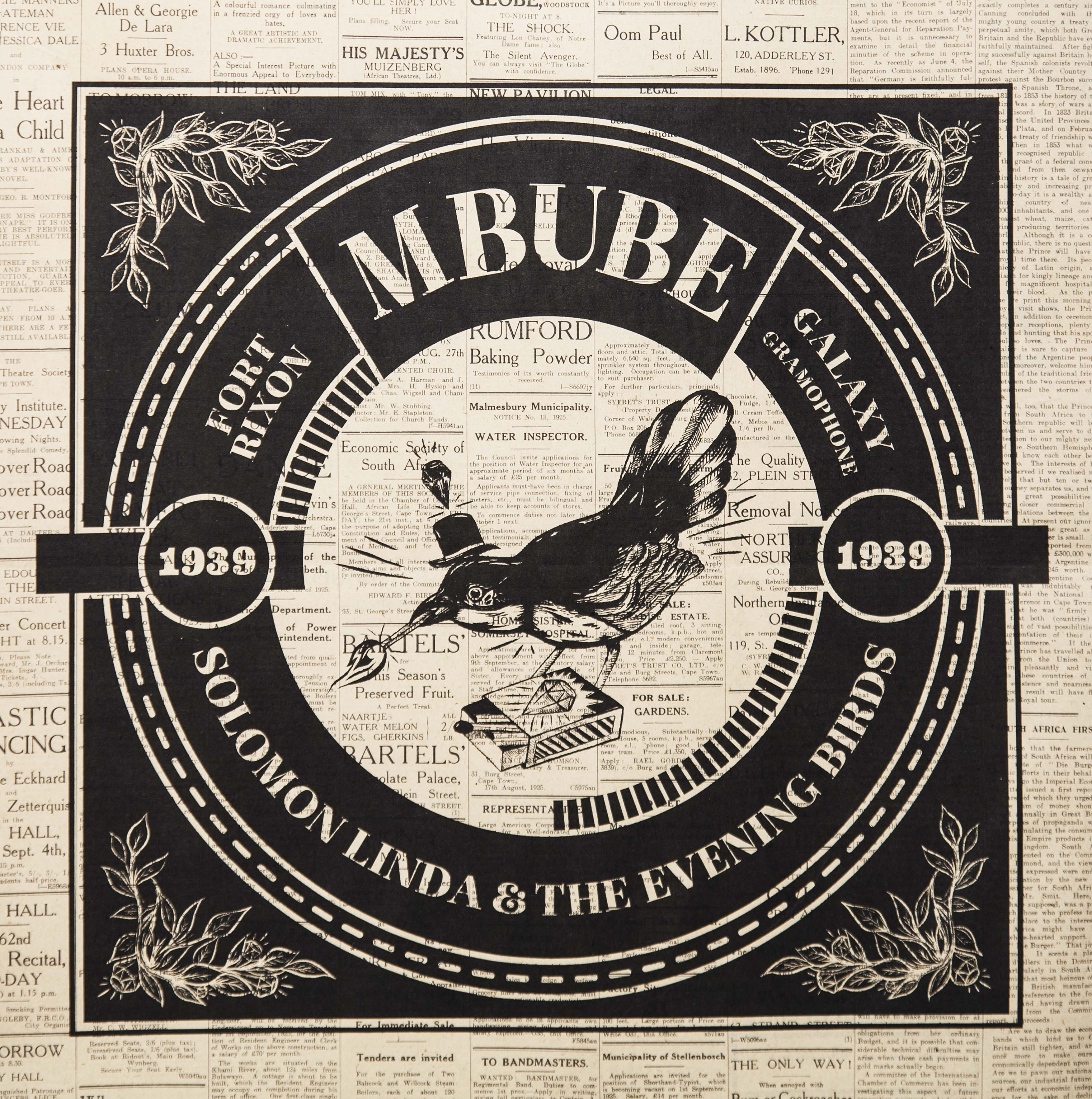
Alternativní obal 78rpm vinylu "Mbube" od Solomon Linda

Mbube je styl jihoafrické vokální hudby, vytvořený slavnou jihoafrickou skupinou Ladysmith Black Mambazo. Slovo mbube znamená v zuluštině „lev“. Tradičně se zpívá a cappella, členy skupiny bývají muži, ale v několika skupinách se objevují i ženy. V tomto stylu se k vytváření složitých harmonií používají skupiny hlasů, které zpívají homofonicky v rytmickém unisonu.

## Původ
V Johannesburgu vytvořil hudebník z Natalu Solomon Linda jednu z nejznámějších afrických písní, „Mbube“ také známou jako „The Lion Sleeps Tonight“, která se stala svým vlastním žánrem. V roce 1933 Linda začal zpívat se skupinou kamarádů, kterou pojmenovali The Evening Birds. Roku 1939 nahráli několik skladeb pro Gallo Records Company, kde Linda zaimprovizoval prvních 15 not z písně, kterou pojmenovali „Mbube“. Úspěch této písně vedl k cestě k novému žánru, charakterizovaného hlasitou kapelou ve čtyřech harmoniích, doprovázenou tancem. Píseň se později stala mezinárodně známou jako „Wimoweh“ a později jako „The Lion Sleeps Tonight“.
Žánr Mbube, vzniklý kolem 20. let 20. století, byl propojený s chudými migrantskými dělníky. Oblast Natal byla tehdy silně industrializovaná. Podle Josepha Shabalalaly (dirigenta a zakladatele Ladysmith Black Mambazo) začali mladí jihoafričtí muži z okolních měst a vesnic odcházet do Natalu za prací, nejčastěji začali pracovat v dolech. Tito muži s sebou přinesli své vlastní kultury a, aby zachovali smysl pro komunitu, zakládali sbory. Tito dělníci byli často ubytováni v hostelech, kde dělali společenské víkendy, které se točily kolem zpěvu a tance. Konaly se zde soutěže, kde nejlepší skupiny mohly ukázat své talenty a vítěz byl oceněn ne penězi, ale poctou.
Díky těmto soutěžím, které se stávaly více známé se vyvinul nový styl hudby. Rozšířil se do Johannesburgu, jednoho z největších jihoafrických měst a odtud dál do Afriky.
Mbube je předchůdce momentálně populárnějších afrických sborových žánrů mbaqanga a iscathamiya. Od vytvoření skupiny Ladysmith Black Mambazo, mbube vypadl ze stylu ve prospěch žánru iscathamiya, který je jemnější, světlejší žánr.